# Sân bay Dortmund
Sân bay Dortmund (IATA: DTM, ICAO: EDLW) là một sân bay quốc tế ở Dortmund, Đức. Khẩu hiệu của sân bay là Näher als man denkt (gần hơn bạn nghĩ). Sân bay này có năng lực 2,5 triệu lượt hành khách mỗi năm và đã phục vụ 2,3 triệu lượt khách năm 2008.

## Các hãng hàng không và tuyến bay
| Hãng hàng không       | Các điểm đến                                                                                             |
| --------------------- | --- |
| Air Via               | Bourgas, Varna [theo mùa]                                                                                |
| Bulgarian Air Charter | Bourgas, Varna [theo mùa]                                                                                |
| EasyJet               | Barcelona, Budapest, Krakow, London-Luton, Thessalonki                                                   |
| Germanwings           | Istanbul-Sabiha Gökçen [theo mùa], Munich, Palma de Mallorca, Split                                      |
| Sky Airlines          | Antalya                                                                                                  |
| SunExpress            | Antalya                                                                                                  |
| Wizz Air              | Bucharest-Băneasa, Cluj-Napoca, Gdansk, Katowice, Kiev-Boryspil, L'viv, Poznan, Sofia, Timişoara, Warsaw |